# محمدآباد افخم‌الدوله
محمدآباد افخم‌الدوله، روستایی از توابع بخش تنکمان شهرستان نظرآباد در استان تهران ایران است.

## جمعیت
این روستا در دهستان نجم‌آباد قرار دارد و براساس سرشماری مرکز آمار ایران در سال ۱۳۸۵، جمعیت آن ۸۵۶ نفر (۲۰۱خانوار) بوده‌است.